# Ludwig van Beethoven
Ludwig van Beethoven (døbt 17. december 1770, fødselsdagen fejres traditionelt 16. december, død 26. marts 1827) var en tysk komponist og pianist. Han er en af de betydeligste tyske komponister og den komponist, der har haft størst indflydelse på udviklingen af tysk kompositionsmusik efter 1800. Hans mest kendte kompositioner er ni symfonier, fem klaverkoncerter, 32 klaversonater og 16 strygekvartetter. Han komponerede desuden kammermusik, korværker (herunder Missa Solemnis) og sange.
Beethoven blev født i Bonn, der var hovedstad i Kurfyrstendømmet Köln i Det Tysk-romerske Rige. Beethoven udviste musikalsk talent i en ung alder og blev undervist af sin far, Johann van Beethoven, og Christian Gottlob Neefe. Han boede de første 22 år i Bonn, hvorpå han i 1792 flyttede til Wien og påbegyndte musikalske studier hos Joseph Haydn. I Wien opnåede han hurtigt ry som klavervirtuos. Han boede i Wien til sin død. Omkring år 1800 begyndte hans hørelse at forringes, og i de sidste ti år var han næsten fuldkommen døv. Han opgav at dirigere og give offentlige koncerter, men vedblev at komponere; mange af hans mest yndede værker stammer fra den tid.

## Liv

### Baggrund og tidligt liv
Ludwig van Beethoven stammede på fædrenes side fra Mechelen, sæde for ærkebiskoppen over De Østrigske Nederlande, i Flandern i det nuværende Belgien. Bedstefaren Lodewijk van Beethoven (1712–73) var en musiker, der som 20-årig var flyttet fra byen Mechelen til Bonn (Ludwig er det tyske kognat for det nederlandske Lodewijk). Lodewijk blev ansat som bassanger ved hoffet hos kurfyrsten af Köln, hvor han nåede stillingen som kapelmester. Lodewijk fik sønnen Johann (1740–1792), der blev tenorsanger ved hoffet og supplerede sin indkomst ved at undervise i klaver og violin. Johann giftede sig med Maria Magdalena Keverich i 1767; hun var datter af Johann Heinrich Keverich, der havde været chefkok for ærkebiskoppen af Trier.
Beethoven var søn af Johann og Maria Magdalena Beethoven. Der findes ingen autentisk optegnelse om hans fødselsdato; hans dåbsattest fra den 17. december 1770 er bevaret. Da børn i det katolske Rhinland plejede at blive døbt dagen efter fødslen (og Beethovens familie og hans lærer Johann Georg Albrechtsberger fejrede hans fødselsdag den 16. december) sætter de fleste forskere Beethovens fødselsdag til den 16. december 1770. Ægteparret Beethoven fik syv børn, hvoraf kun Ludwig, andet barn i flokken, og to yngre brødre Caspar Anton Carl (født 8. april 1774), og Nikolaus Johann, den yngste (født 2. oktober 1776) overlevede barndommen.
Beethoven fik sin første musikalske undervisning af sin far. Skønt det er påstået, at han var en hård lærer, og at den lille Beethoven, ”der var blevet tvunget til at stå ved klaveret, ofte græd,” hævder Grove Dictionary of Music and Musicians, at der ikke findes dokumentation til at underbygge det og konkluderer, ”at spekulation og mytemageri har været lige produktivt.” Beethovens senere lærere talte: hoforganisten Gilles van den Eeden (d. 1782), Tobias Friedrich Pfeiffer (en familieven, som underviste Beethoven i klaver) og Franz Rovantini (en slægtning, der lærte ham at spille violin og bratsch). Beethoven udviste musikalsk talent i en tidlig alder. Johann, der kendte til Leopold Mozarts succes med at vise sin søn Wolfgang og datter Maria frem som vidunderbørn, forsøgte at gøre det samme med sin søn ved at skrive på plakaterne for Beethovens første offentlige optræden i marts 1778, at han kun var seks år (i virkeligheden var han dog syv).
Efter 1779 påbegyndte Beethoven studier med sin vigtigste lærer i Bonn, Christian Gottlob Neefe, der blev udpeget til hoforganist det år. Neefe lærte Beethoven komposition, og i marts 1783 hjalp han ham med at udgive sit første værk: en samling klavervariationer (WoO 63). Beethoven begyndte at arbejde som organistvikar for Neefe, i 1781 ulønnet, fra 1784 som lønnet medarbejder ved hofkapellet, hvor Andrea Luchesi var kapelmester. Hans første tre klaversonater, Kurfyrstesonaterne på grund af dedikationen til kurfyrst Maximilian Frederick, blev udgivet i 1783. Maximilian Frederick var hurtig til at bemærke Beethovens talent og begyndte at støtte ham økonomisk med musikstudierne.
Maximilian Frederick døde i 1784 og blev fulgt af Maximilian Franz, der var yngste søn af kejserinde Maria Theresia af Østrig, og han indførte visse ændringer i Bonn. Inspireret af sin bror Josef 2. indførte han reformer baseret på oplysningsfilosofien og øgede støtten til uddannelse og kunst. Den unge Beethoven må også have mærket til disse reformer. Han var muligvis også påvirket af frimureriets ideer, idet Neefe og andre i Beethovens omgangskreds var medlemmer af den lokale Illuminati-orden.
I marts 1787 foretog Beethoven for første gang en rejse til Wien (sandsynligvis finansieret af en mæcen) muligvis i håb om at komme til at studere hos Mozart. Detaljerne omkring hans og Mozarts forhold er usikre, og det vides ikke, om de mødtes. Efter blot to uger fik Beethoven at vide, at hans mor var alvorligt syg, og vendte hjem. Hans mor døde kort efter, og hans far udviklede et alkoholmisbrug. Af den grund måtte Beethoven overtage ansvaret for sine to yngre brødre, og han tilbragte de følgende fem år i Bonn.
Her mødte Beethoven en række mennesker, der fik stor betydning for hans liv: Franz Wegeler, en ung medicinstuderende, introducerede ham til familien von Breuning (Wegeler giftede sig siden med en af familiens døtre). Beethoven besøgte ofte von Breunings hjem, hvor han underviste nogle af børnene i klaverspil. Her lærte han om tysk og klassisk litteratur. Atmosfæren i von Breunings hjem var langt mere afslappet end hjemme hos Beethoven, hvor hans fars nedtur fortsatte. Beethoven opnåede også grev Ferdinand von Waldsteins opmærksomhed, og Waldstein blev en livslang ven og finansiel støtte for ham.
I 1789 fik Beethoven juridisk anvisning på, at halvdelen af hans fars indtægter skulle udbetales direkte til ham, så han kunne forsørge familien. Han bidrog yderligere til familiens underhold ved at arbejde som bratschist i hoforkesteret. Arbejdet gjorde Beethoven fortrolig med en del operaer, heriblandt tre af Mozarts, der blev opført ved hoffet. Han blev også ven med Anton Reicha, en fløjtenist og violinist på omtrent samme alder som Beethoven og nevø af hoforkesterets dirigent Josef Reicha.

### Wien
Beethoven blev sandsynligvis introduceret for Joseph Haydn i slutningen af 1790, da Haydn var på vej til London og gjorde holdt i Bonn omkring juletid. De mødtes igen i Bonn i juli 1792, da Haydn var på vej hjem til Wien, og det virker sandsynligt, at Beethoven ved den lejlighed studerede med Haydn. Med kurfyrstens hjælp flyttede Beethoven i 1792 til Wien. Fra 1790 til 1792 komponerede Beethoven en betragtelig mængde værker (ingen af dem blev dog offentliggjort på den tid, og de fleste af dem mangler i dag opusnummer), der viste hans voksende modenhed og færdighed. Musikforskere har identificeret et tema magen til det i hans 3. symfoni i en samling variationer komponeret i 1791. Beethoven forlod Bonn i november 1792, mens Østrig og Preussen lå i krig med Frankrig (Første Koalitionskrig). Kort tid efter ankomsten til Wien fik Beethoven at vide, at hans far var død. Grev Waldstein havde i et afskedsbrev til Beethoven skrevet: ”Ved uforstyrret flid vil du modtage Mozarts ånd fra Haydns hænder.” I de følgende fem år studerede Beethoven ivrigt den nyligt afdøde Mozarts værker og komponerede selv værker i en udpræget mozartsk stil.
Beethoven havde ikke i sinde at etablere sig som komponist med det samme og hengav sig til studier og optræden. Med Haydn som læremester søgte han at mestre kontrapunkt. Desuden studerede han violinspil sammen med Ignaz Schuppanzigh. Tidligt i denne periode begyndte han også at modtage undervisning af Antonio Salieri, primært i italiensk vokalkomposition; deres forhold varede i hvert fald til 1802, muligvis helt til 1809. Da Haydn rejste til England i 1794, ventede kurfyrsten af Köln, at Beethoven ville vende hjem; men Beethoven forblev i Wien, hvor han fortsatte sin undervisning i kontrapunkt hos Johann Georg Albrechtsberger og andre lærere. Kurfyrstens stipendium udløb, men Beethoven modtog økonomisk støtte fra forskellige wienske adelsmænd, der havde erkendt hans færdigheder. De talte blandt andre fyrst Joseph Franz Lobkowitz, fyrst Karl Lichnowsky og baron Gottfried van Swieten.
I 1793 havde Beethoven ry i de adelige saloner for sine improvisationer, og han spillede ofte præludierne og fugaerne fra Bachs Das Wohltemperierte Klavier. Hans ven Nikolaus Simrock var begyndt at udgive hans værker; de første menes at have været en samling variationer (WoO 66). Samme år var hen blevet kendt som klavervirtuos, men han ventede tilsyneladende bevidst med at udgive sine værker, så de senere ville opnå større gennemslagskraft. Beethoven gav sin første offentlige koncert i 1795, ved hvilken han opførte en af sine klaverkoncerter. Det er usikkert, om det var hans første eller anden. De skriftlige kilder er usikre, og begge koncerter var på det tidspunkt næsten fuldendte (de blev dog ikke fuldendt før mange år senere). Kort tid efter koncerten iværksatte han udgivelsen af sit første værk med opusnummer: de tre klavertrioer opus 1. Klavertrioerne var tilegnet hans velgører fyrst Lichnowsky og blev en økonomisk succes; Beethovens indtægter kunne næsten dække hans leveomkostninger i et år.

### Musikalsk modenhed
Beethoven komponerede sine første seks strygekvartetter (opus 18) mellem 1798 og 1800. De var bestilt af og dediceret til fyrst Lobkowitz og udkom i 1801. I kølvandet på uropførelsen af Beethovens 1. og 2. symfoni i henholdsvis 1800 og 1803 blev han regnet for den væsentligste repræsentant for en ny generation unge komponister. Han vedblev at komponere i andre genrer og komponerede mange klaversonater, heriblandt den berømte Pathétique-sonate (opus 13), der ifølge den engelske musikforsker Barry Cooper ”overgår alle hans foregående værker i karakterstyrke, følelsesmæssig dybde, originalitet og nytænkning af motiv og håndtering af tonalitet.” I 1799 fuldendte han en septet (opus 20), der blev et af hans populæreste værker i hans levetid.
Beethoven lejede Wiens Burgtheater til premieren på sin 1. symfoni den 2. april 1800 og arrangerede et bredt musikprogram, der ud over symfonien indbefattede værker af Haydn og Mozart samt hans egen septet og en af hans klaverkoncerter (både disse og symfonien var på det tidspunkt uudgivne). Koncerten, som Allgemeine musikalische Zeitung beskrev som ”den mest interessante koncert i lang tid”, forløb ikke uden problemer; en del af kritikken lød på, at ”musikerne ikke gad tage hensyn til solisterne.”
Mozarts og Haydns værker var en stor kilde til inspiration for Beethoven. Eksempelvis siges hans kvintet for klaver og blæsere at minde stærkt om Mozarts Kvintet i Es-dur for klaver og blæsere, K. 452, dog præget af Beethovens egne kendetegn. Beethovens melodier, musikalske nytænkning, brug af modulation og faktur (måden, det enkelte værk er opbygget på) samt hans evne til at udtrykke følelser via musikken adskilte ham efterhånden fra inspirationskilderne og øgede den virkning, som hans tidlige værker fik, når de blev udgivet. Mod slutningen af 1800 var Beethoven og hans musik allerede stærkt efterspurgt af velgørere og forlæggere.
I maj 1799 underviste Beethoven døtrene af den ungarske grevinde Anna Brunsvik og forelskede sig i den yngste, Josephine Brunsvik, som derfor er blevet identificeret som den ”Udødeligt Elskede”, som Beethoven i 1812 skrev et brev til. Kort tid efter blev Josephine gift med grev Josef Deym. Beethoven var en hyppig gæst i deres hjem, hvor han vedblev at undervise Josephine og spille ved fester og koncerter. Hendes ægteskab menes at have været lykkeligt – på trods af indledende finansiel usikkerhed – og parret fik fire børn. Hendes forhold til Beethoven styrkedes, da Deym døde pludseligt i 1804.
Beethoven havde kun få andre elever. Fra 1801 til 1805 underviste han Ferdinand Ries, der senere blev komponist og skrev den værdifulde erindringsbog Biographische Notizen über L. van Beethoven. Den unge Carl Czerny studerede hos Beethoven fra 1801 til 1803. Senere blev Czerny selv en anerkendt musiklærer, der blandt andre underviste Franz Liszt, og den 11. februar 1812 var han klaversolist i uropførelsen af Beethovens 5. klaverkoncert .
Beethovens produktion mellem 1800 og 1802 domineredes af to store orkesterværker, skønt han fortsatte med at komponere andre væsentlige værker som Klaversonate nr. 14 i cis-mol, kendt som Måneskinssonaten. I foråret 1801 fuldendte han balletten Die Geschöpfe des Prometheus. Den blev opført talrige gange i 1801 og 1802, og Beethoven skyndte sig at udgive en klaverversion for at tjene ekstra på den hurtige succes. I foråret 1802 fuldendte han sin 2. symfoni. Den blev uropført på Theater an der Wien i april 1803, efter den oprindelige premiere var blevet aflyst. Ud over den 2. symfoni bød koncertprogrammet på hans 1. symfoni, 3. klaverkoncert og oratoriet Christus am Ölberge. Anmeldelserne var blandede, men koncerten blev en finansiel succes; Beethoven havde været i stand til at forlange det tredobbelte af prisen på en almindelig koncertbillet.
Beethovens forretninger med sine udgivere begyndte at bedres i 1802, da hans lillebror Carl, der tidligere havde hjulpet ham, indtog en større rolle i håndteringen af hans forretninger. Ud over at forhandle højere honorarer for nye værker begyndte Carl at sælge nogle af Beethovens tidligere uudgivne værker og opfordrede ham til, hvad der var imod hans indstilling, at bearbejde og transskribere sine mest populære værker for andre instrumenter og ensembler. Beethoven fulgte sin brors råd, da han ikke kunne forhindre forlæggerne i at lade andre bearbejde hans værker.

### Døvheden
Omkring 1796, da Beethoven var 26 år, begyndte hans hørelse at forringes. Han led af en alvorlig type tinnitus, en ”hylen” i hans øren, der gjorde det svært for ham at lytte til musik; han undgik også samtale. Årsagen til Beethovens døvhed er ukendt, men er skiftevis blevet tilskrevet tyfus, autoimmune sygdomme (f.eks. systemisk lupus erythematosus) og endda hans vane med at dyppe hovedet i koldt vand for at holde sig vågen. Obduktionen viste, at han havde ”et udspilet indre øre”, hvor der med tiden var opstået læsioner.
Så tidligt som 1801 skrev Beethoven til sine venner og fortalte dem om symptomerne og det besvær, de voldte ham i forbindelse med arbejde og sociale begivenheder (det er dog sandsynligt, at nogle af hans nærmeste venner allerede var klar over problemet). På sin læges råd boede han fra april til oktober 1802 i den lille by Heiligenstadt uden for Wien i et forsøg på at vænne sig til lidelsen. Dér skrev han sit Heiligenstadt-testamente, et brev til sine to brødre, hvori han gav udtryk for selvmordstanker som følge af sin tiltagende døvhed og beslutningen om at fortsætte med at leve for kunstens skyld. Med tiden blev hans døvhed total: Det er veldokumenteret, at han ved slutningen af premieren på sin 9. symfoni måtte vendes om for at se sit publikums tumultariske bifald; da han ikke kunne høre noget, græd han. Beethovens høretab forhindrede ham ikke i at komponere, men gjorde det stedse sværere for ham at give offentlige koncerter – hvad der ellers gav stor økonomisk fortjeneste. Efter et mislykket forsøg på at opføre sin 5. klaverkoncert, der i stedet blev opført af hans elev Carl Czerny, afholdt han sig fra at spille for offentligheden.
På museet Beethoven-Haus i Bonn, Tyskland, findes en udstilling af Beethovens hjælpemidler, heriblandt et særligt hørerør. På trods af sin fortvivlelse kunne han ifølge Czerny fortsat høre tale og musik nogenlunde normalt frem til 1812. Efter 1814 var Beethoven reelt fuldkommen døv, og da en gruppe besøgende hørte ham spille et arpeggio af kraftige bastoner på klaveret og spørge: ”Ist es nicht schön?” (”Er det ikke smukt?”), fattede de dyb sympati for hans mod og humoristiske sans (Beethoven mistede først evnen til at høre høje frekvenser).
På grund af Beethovens høretab skrev han i samtalebøger. De er en højt skattet kilde. De var i brug i de sidste ti år af hans liv; hans venner skrev i dem, så han vidste, hvad de sagde, hvorpå han svarede dem mundtligt eller ved hjælp af bogen. Bøgerne rummer diskussioner om musik og andre emner og giver et indblik i Beethovens tankegang; de fortæller, hvordan han ønskede sine værker opført, og hvordan han opfattede sig selv om kunstner. Af 400 samtalebøger menes det, at 264 blev tilintetgjort eller ændret efter Beethovens død af hans sekretær Anton Schindler, der ønskede, at eftertiden fik et idealiseret billede af Beethoven. Den amerikanske musikforsker Theodore Albrecht bestrider dog denne påstand.

### Protektion
Beethoven tjente på at udgive sine kompositioner og give offentlige koncerter. Men han var også afhængig af bidrag fra sine velgørere, som han spillede for privat og forærede værker, før de blev udgivet. Nogle af disse velgørere som fyrst Lobkowitz og fyrst Lichnowsky gav ham årpenge, bestilte værker og købte de værker, han udgav.
Beethovens måske vigtigste velgører var ærkehertug Rudolf af Østrig, yngste søn af kejser Leopold 2., der begyndte at studere klaverspil og komposition hos Beethoven i 1803 eller 1804. Rudolf og Beethoven blev venner, og de fortsatte med at mødes frem til 1824. Beethoven dedikerede 14 værker til Rudolf, heriblandt Klavertrio opus 97, kaldt Ærkehertugtrioen (1811), og korværket Missa Solemnis (1823). Rudolf gengældte betænksomheden ved at dedikere en af sine egne kompositioner til Beethoven. Beethovens breve til Rudolf findes i dag hos Gesellschaft der Musikfreunde i Wien.
I efteråret 1808, da Beethoven var blevet nægtet en stilling ved det kongelige teater i Wien, tilbød Napoleons bror Jérôme Bonaparte, der var konge af Westfalen, en velbetalt stilling som kapelmester ved hoffet i Kassel. For at overtale ham til at blive i Wien lovede ærkehertug Rudolf, fyrst Kinsky og fyrst Lobkowitz at betale Beethoven en årlig pension på 4.000 konventionsdaler. Kun ærkehertug Rudolf holdt sit løfte og betalte den aftalte dato. Kinsky, der var blevet indkaldt til militærtjeneste, bidrog ikke og døde snart efter på grund af et styrt fra sin hest. Lobkowitz indstillede udbetalingen i september 1811. Ingen andre meldte sig til at fortsætte ydelsen, så Beethoven måtte klare sig med de penge, han tjente ved at sælge sine kompositioner, samt en lille pension efter 1815. Hans indtjening blev kraftigt udhulet på grund af den inflation, Napoleonskrigene medførte, da den østrigske stat trykte flere penge for at dække sine krigsudgifter.

### Mellemperioden
Beethovens tilbagevenden til Wien fra Heiligenstadt markerer en forandring i hans musikalske stil og blev begyndelsen på hans ”mellemperiode” eller ”heroiske periode”. Ifølge Carl Czerny sagde Beethoven: ”Jeg er ikke tilfreds med de værker, jeg hidtil har skabt. Fra nu af vil jeg følge en ny vej.” Denne periode var præget af et rigt antal storladne værker. Det første værk, der afspejler Beethovens nye stil, var hans 3. symfoni i Es-dur, kendt som Eroica. Den var længere end nogen tidligere symfoni. Dens uropførelse i begyndelsen af 1805 modtog blandede anmeldelser. Nogle anmeldere klagede over dens længde eller misforstod dens struktur, hvorimod andre betragtede den som et mesterværk.
”Mellemperioden” eller den ”heroiske periode”, men denne betegnelse er nu kontroversiel blandt Beethoven-forskere. Skønt nogle af værkerne kan betegnes ”heroiske” som den tredje og femte symfoni, virker det nemlig mindre passende for andre af værkerne som den 6. symfoni med tilnavnet Pastorale.
Nogle af værkerne fra Beethovens mellemperiode rækker ud over det musikalske sprog, han havde arvet fra Haydn og Mozart. Værkerne omfatter symfonierne 3–8, strygekvartetterne Rasumovsky, Harpe og Serioso, Waldstein- og Appassionata-klaversonaterne, oratoriet Christus am Ölberge, operaen Fidelio, Violinkoncert i D-dur samt flere andre. I denne periode levede Beethoven af at udgive kompositioner, give koncerter samt af bidrag fra sine velgørere. Hans stilling ved Theater an der Wien blev nedlagt, da teateret tidligt i 1804 skiftede bestyrelse, og han blev midlertidigt nødt til at flytte ud i Wiens forstæder sammen med sin ven Stephan von Breuning. Dette forsinkede arbejdet på Fidelio, hans hidtil mest omfattende projekt. Efter at have været igennem den østrigske censur kunne operaen uropføres i november 1805, men på grund af den franske besættelse af Wien spillede den for næsten tomme huse. Ud over at være en finansiel fiasko modtog den også dårlige anmeldelser, så Beethoven tog fat på at revidere den.
I maj 1809, da Napoleons bombarderede Wien, skjulte Beethoven sig ifølge Ferdinand Ries i kælderen under sin brors hus, hvor han dækkede sine øren med puder af frygt for, at bragene skulle ødelægge den sidste rest af hans hørelse.
Med værkerne fra ”mellemperiode” blev Beethoven anerkendt som et geni. I en anmeldelse fra 1810 ophøjede den tyske musikkritiker E.T.A. Hoffmann Beethoven til en af de tre store ”romantiske” komponister; Hoffmann kaldte Beethovens 5. symfoni ”et af tidens væsentligste værker”.

### Personlige og familiemæssige problemer
Beethovens kærlighedsliv blev vanskeliggjort af klasseskel. Gennem familien Brunsvik mødte han sidst på året 1801 den unge grevinde Julie ”Giulietta” Guicciardi , da han underviste Josephine Brunsvik i klaverspil. Beethoven nævner sin kærlighed til Julie i et brev fra november 1801 til sin barndomsven Franz Wegeler, men på grund af klasseskel kunne han ikke gifte sig med hende. Senere dedikerede han sin Klaversonate nr. 14 nu Måneskinssonaten til hende.
Hans forhold til Josephine Brunsvik styrkedes efter manden, grev Joseph Deyms død i 1804. Beethoven skrev 15 lidenskabelige kærlighedsbreve til Josephine fra slutningen af 1804 til 1809/10. Skønt hun gengældte hans følelser, tvang hendes familie hende i 1807 til at opgive ham. Hun undskyldte sig med sin ”pligt”, og at hun ville miste forældremyndigheden over sine børn, hvis hun havde giftet sig med en borgerlig. Da Josephine havde giftet sig med Baron von Stackelberg i 1810, friede Beethoven muligvis til baronesse Therese Malfatti (som klaverværket Für Elise måske er dediceret til); igen ser det ud til, at hans sociale status var imod ham.
I foråret 1811 blev Beethoven alvorligt syg med hovedpine og høj feber. På sin læges råd tilbragte han seks uger i den bøhmiske kurby Teplitz. Vinteren efter, der var præget af arbejdet på hans 7. symfoni, blev han igen syg, og hans læge opfordrede ham til at tilbringe sommeren 1812 i Teplitz. Han opholdt sig med sikkerhed i Teplitz, da han skrev kærlighedsbrevet til sin ”Udødeligt Elskede”. Modtagerens identitet har længe været genstand for debat; måske Julie Guicciardi, Therese Malfatti, Josephine Brunsvik og Antonie Brentano.
Beethoven besøgte sin bror Johann i slutningen af oktober 1812. Han ønskede at bringe Johanns samliv med Therese Obermayer, der havde et uægte barn, til ophør. Det lykkedes ham ikke at overtale Johann til at afslutte forholdet, så han appellerede til de lokale civile og religiøse myndigheder. Johann og Therese giftede sig den 9. november.
I 1813 gennemgik Beethoven en følelseskrise, og hans musikalske produktion aftog. Han tog sig af sin bror, der led af tuberkulose, og sin familie, hvilket gik hårdt ud over Beethovens økonomi, og førte til at han måtte låne penge af sin forlægger Sigmund Anton Steiner mod løftet om enerettigheder til flere fremtidige værker, heriblandt en ny klaversonate. Det løfte blev indfriet med Klaversonate nr. 27 i e-mol, op. 90 (1814).
Beethoven genvandt først lysten til at komponere, da han modtog nyheden om grev Arthur Wellesleys sejr over en af Napoleons hære ved Vitoria i Spanien i juni 1813. Nyheden inspirerede ham til at komponere symfonien Wellingtons Sieg oder die Schlacht bei Vittoria, opus 91. Den blev uropført den 8. december sammen med hans 7. symfoni ved en velgørenhedskoncert for krigens ofre. Værket blev en succes, sandsynligvis takket være dets programmatiske stil, som gjorde det underholdende og let at forstå. Beethoven arrangerede genopførelser af symfonien i januar og februar 1814. Beethovens genvundne popularitet medførte krav om en genoplivning af Fidelio, som i tredje og reviderede udgave blev vel modtaget ved premieren i juli. I sommeren komponerede han sin første klaversonate i fem år (nr. 27, opus 90). Denne sonate var komponeret i en mærkbart mere romantisk stil end de foregående. Beethoven var også blandt de mange komponister, der komponerede patriotiske stykker for at underholde statsoverhovederne og diplomaterne, som deltog i Wienerkongressen, der begyndte i november 1814. Hans sangproduktion omfattede hans eneste sangcyklus, An die ferne Geliebte, og den usædvanligt udtryksfulde anden bearbejdning af digtet ’An die Hoffnung’ (opus 94) fra 1815. Sammenlignet med den første bearbejdning fra 1805 (en gave til Josephine Brunsvik) var den ”langt mere dramatisk … så åndrig som en operascene.”

### Sygdom og kamp for forældremyndighed
Mellem 1815 og 1817 aftog Beethovens produktion atter. Beethoven tilskrev det delvist en langvarig sygdom (som han kaldte en ”betændelsesfeber”), der begyndte i oktober 1816 og påvirkede ham i mere end et år. Forskere har overvejet andre mulige årsager til nedgangen i hans produktion, blandt andet kærlighedsproblemer og den hårde østrigske censurlovgivning. Hans bror Carls tuberkulose og senere død kan også have spillet en rolle.[kilde mangler]
Carl havde været syg i et stykke tid, og i 1815 brugte Beethoven en mindre formue på hans pleje. Efter Carls død den 15. november 1815 blev Beethoven øjeblikkeligt involveret i en langvarig juridisk kamp med Carls enke Johanna om forældremyndigheden over deres niårige søn Karl. Det var lykkedes Beethoven, der betragtede Johanna som en dårlig mor på grund af hendes moral (hun var også dømt for tyveri) og økonomiske uformuenhed, at overtale Carl til at få Johannas forældremyndighed annulleret, så han blev eneste værge. Et sent kodicil til Carls testamente gav dog ham og Johanna delt forældremyndighed igen. Skønt Beethoven havde held med at få fjernet Karl fra sin mor i februar 1816, blev sagen ikke afgjort før 1820, og Beethoven måtte bruge meget af sin tid på den retslige procedure og Karls velfærd. Beethoven sørgede for, at Karl kom i privatskole.[kilde mangler]
Det østrigske retssystem havde en domstol Landrecht til adelen og medlemmerne af Landtafel og andre domstole for borgere og jævne folk, herunder Wiens Civilret. Beethoven skjulte, at det nederlandske ”van” ikke indikerer adelig byrd som det tyske ”von”, så hans sag blev behandlet ved Landrecht. Beethoven følte sig sikker på at få forældremyndigheden på grund af sin indflydelse hos rettens medlemmer. Mens han fremlagde beviser for retten, kom han til at røbe, at han ikke var adelig. Den 18. december 1818 blev sagen overført til Civilretten, hvor Beethoven tabte forældremyndigheden.
Beethoven ankede sagen og genvandt forældremyndigheden. Johannas appel til kejseren havde ingen virkning: Kejseren ”vaskede sine hænder i sagen.” I de år, Beethoven havde forældremyndigheden, forsøgte han at indgive Karl en høj moral. Beethoven var en streng værge og blandede sig tit i sin nevøs liv. Karl forsøgte selvmord den 31. juli 1826 ved at skyde sig i hovedet. Han overlevede og blev bragt til sin mors hus, hvor han kom sig. Han og Beethoven blev forsonet, men Karl insisterede på at lade sig indrullere i hæren og så Beethoven sidste gang i begyndelsen af 1827.

### Senere værker
Beethoven påbegyndte et fornyet studium af ældre musik, heriblandt Bachs og Händels værker. Han komponerede ouverturen Die Weihe des Hauses, hans første forsøg på at indarbejde inspirationen fra disse værker. En ny stil tog form, kendt som hans ”sene periode”. Han vendte tilbage til klaveret for at komponere sine første klaversonater i næsten et helt årti. Som eksempler på værker fra Beethovens sene periode kan nævnes hans sidste fem klaversonater og de 33 variationer over en vals af Anton Diabelli, de sidste to sonater for cello og klaver, de sene strygekvartetter, korværket Missa Solemnis og den 9. symfoni.[kilde mangler]
I begyndelsen af 1818 var Beethovens helbred blevet bedre, og hans nevø Karl flyttede ind hos ham. Hans hørelse var derimod blevet så ringe, at han ikke længere kunne føre samtaler uden sine samtalebøger. Hans husholdning var blevet delvist forbedret; Nanette Streicher, der havde hjulpet med at pleje ham under hans sygdom, blev hans husholderske, og han havde tilmed fundet en dygtig kok. Hans musikalske produktion i 1818 var sparsom, men indbefattede dog samlinger af sange, Hammerklavier-sonaten samt skitser til to symfonier, der siden blev fusioneret til den 9. symfoni. I 1819 var han igen optaget af forældremyndighedssagen om Karl. Samme år påbegyndte han arbejdet på Diabelli-variationerne og Missa Solemnis.[kilde mangler]
Arbejdet på Missa Solemnis strakte sig over de næste fem år. I samme periode komponerede han klaversonater og bagateller for at tilfredsstille sine forlæggeres krav og skaffe midler. I 1821 var han igen syg. Diabelli-variationerne og Missa Solemnis blev færdiggjort i 1823, sidstnævnte tre år efter den oprindeligt planlagte dato. Han forelagde sine forlæggere idéen om en samlet udgave af sine værker; en sådan blev dog først udgivet 1971. Beethovens bror Johann begyndte at tage hånd om hans finanser, akkurat som broderen Carl havde gjort tidligere. Han udvalgte hidtil uudgivne værker, der kunne udgives, og tilbød Missa Solemnis til mange forlag på én gang for at få en højere pris for den.[kilde mangler]
I 1822 forbedrede to bestillinger Beethovens økonomiske udsigter. Londons Royal Philharmonic Society afgav bestilling på en symfoni, og fyrst Nikolas Golitsyn af Sankt Petersborg tilbød at købe tre strygekvartetter til en pris fastsat af Beethoven. Den første bestilling ansporede Beethoven til at fuldende sin 9. symfoni, der sammen med Missa Solemnis blev uropført den 7. maj 1824 på Theater am Kärtnertor til stor jubel. Allgemeine musikalische Zeitung skrev: ”Uudtømmeligt geni har vist os en ny verden,” og Carl Czerny skrev, at symfonien ”indgød sådan en frisk, livlig, i sandhed ungdommelig ånd […] så megen kraft, innovation og skønhed, som der nogensinde er udsprunget af denne originale mands hoved, skønt han utvivlsomt har fået de gamle parykker til at ryste på hovederne.” I modsætning til sine tidligere så indbringende koncerter tjente Beethoven ikke meget på denne, idet udgifterne til planlægningen havde været betydeligt større. En koncert den 24. maj, hvis arrangør havde lovet Beethoven et minimumshonorar, solgte kun få billetter; hans nevø Karl forklarede det med, at ”mange allerede var taget på landet.” Det blev Beethovens sidste offentlige koncert.
Beethoven vendte sig dernæst mod arbejdet på strygekvartetterne til Golitsyn. Kvartetterne, kendt som de “sene kvartetter”, var langt forud for deres tid. En musiker bemærkede: “Vi ved, der er noget i det, men vi ved ikke hvad.” Komponisten Louis Spohr kaldte dem ”uforståelige, ukorrigerede rædsler”. Dommen over kvartetterne har ændret sig meget siden den undrende modtagelse; deres opbygning og idérigdom har inspireret musikere og komponister som Richard Wagner og Béla Bartók og inspirerer fortsat. Af de tre sene kvartetter var Strygekvartet nr. 14 i cis-mol, opus 131, som han regnede for sit mest perfekte enkeltværk. Franz Schuberts sidste musikalske ønske var at høre netop samme kvartet, hvilket han gjorde den 14. november 1828, fem dage før sin død.
Beethoven komponerede de sidste kvartetter med svigtende helbred. I april 1825 måtte han holde sengen, og i næsten en måned lå han syg. Sygdommen – eller snarere hans rekonvalescens – inspirerede ham til den dybfølte, langsomme sats i Strygekvartet nr. 15, som Beethoven kaldte ”hellig takkesang (Heiliger Dankgesang) til guddommeligheden fra en, der er blevet rask.” Strygekvartetterne 12, 13 og 15 blev fuldendt 1825, 14 og 16 i 1826. Det sidste værk, Beethoven fuldendte, var den alternative finalesats til Strygekvartet nr. 13, der erstattede den vanskelige Große Fuge. Kort tid efter, i december 1826, slog sygdommen til igen med anfald af opkastninger og diarre, der næsten tog livet af ham.

### Sygdom og død
De sidste måneder af sit liv lå Beethoven næsten konstant i sengen, og han modtog besøg af mange af sine venner. Han døde den 26. marts 1827 under et tordenvejr, 56 år gammel. Hans ven Anselm Hüttenbrenner var til stede og skrev, at der i dødsøjeblikket lød et tordenskrald. Obduktionen påviste skader på leveren, der kan skyldes overdrevent alkoholindtag. Den påviste også udspiling af det indre øre og påvirkning af de tilhørende nerver.
Begravelsesceremonien fandt sted i Dreifaltigkeitskirche den 29. marts 1827. Det efterfølgende sørgetog til kirkegården i bydelen Währing i det nordvestlige Wien blev overværet af omkring 20.000 wienske indbyggere. Franz Schubert, der døde året efter og blev begravet ved siden af Beethoven, var blandt fakkelbærerne. I modsætning til Mozart, der i overensstemmelse med skikken på hans tid blev lagt i en fællesgrav, fik Beethoven sit eget gravsted. I 1862 blev hans jordiske rester gravet op, så hans knogler kunne undersøges og kraniet fotograferes. I 1888 blev hans jordiske rester flyttet til Wiens Zentralfriedhof. I 2012 blev hans grav undersøgt for at se, om hans tænder skulle være blevet stjålet i forbindelse med en serie gravrøverier imod andre berømte komponister fra Wien.
Der hersker usikkerhed om årsagen til Beethovens død: Skrumpelever, syfilis, hepatitis, blyforgiftning, sarkoidose og Whipples syndrom er foreslået. Venner og besøgende klippede lokker af hans hår før og efter hans død, hvoraf nogle er blevet bevaret og underkastet analyser ligesom nogle af knogleresterne fra udgravningen i 1862. Nogle af disse analyser har ført til den omstridte påstand, at Beethoven døde af en overdosis blyholdig medicin givet af hans læge ved et uheld.

## Personlighed
Beethovens privatliv led under hans døvhed og kroniske mavesmerter, der begyndte, da han var i tyverne. Det fik ham til at overveje selvmord, som det står i hans Heiligenstadt-testamente. Beethoven var tit hidsig. Det er blevet foreslået, at Beethoven led af bipolar affektiv sindslidelse. Ikke desto mindre havde han en kreds af nære og hengivne venner livet igennem, som menes at have været tiltrukket af hans stærke personlighed. Mod slutningen af Beethovens liv, da han ofte var syg og svag, kappedes hans venner om at være ham til tjeneste.
Kilder viser, at Beethoven nærede afsky for autoriteter og social rang. Han holdt inde med at spille klaver, hvis publikum snakkede eller ikke skænkede ham deres fulde opmærksomhed. Ved aftenselskaber nægtede han at spille, hvis han blev opfordret til det. Efter mange konfrontationer bestemte ærkehertug Rudolf, at de almindelige regler for hofetikette ikke gjaldt Beethoven.
Beethoven følte sig tiltrukket af Oplysningstidens ideer. Da Napoleons imperialistiske ambitioner i 1804 blev åbenlyse, greb Beethoven titelbladet til sin 3. symfoni og overstregede navnet Bonaparte så voldsomt, at han lavede hul i papiret. Han omdøbte senere værket til Sinfonia Eroica, composta per festeggiare il sovvenire d'un grand'uom (”Heroisk Symfoni, komponeret for at fejre mindet om en stor mand”) og ændrede dedikationen til sin velgører fyrst Joseph Franz von Lobkowitz, i hvis palæ symfonien blev uropført.
Fjerde sats af Beethovens 9. symfoni rummer en bearbejdning for kor af Schillers An die Freude (Ode til Glæden), en optimistisk hymne, der hylder menneskeslægten. Europahymnen er baseret på samme melodi.

## Musik
Beethoven regnes for en af den klassiske musiks største komponister. Han omtales som en af de ”tre B’er” (sammen med Bach og Brahms). Samtiden betragtede ham som den største komponist efter Mozart, og han og digteren Goethe blev betragtet som eksempler på en egensindig, romantisk kunstnernatur. Desuden er han en væsentlig figur i overgangen fra klassisk til romantisk musik, og han øvede stor indflydelse på senere generationer komponister. To af hans værker (første sats af hans 5. symfoni og Strygekvartet nr. 13) findes på den forgyldte kobbergrammofonplade The Sounds of Earth optagelser af lyde, sprog og musik fra Jorden, som de to Voyager-rumsonder hver medbringer et eksemplar af.

### Overblik
Beethoven komponerede i mange genrer og for forskellige ensembler. Hans værker for symfoniorkester omfatter ni symfonier (den niende indeholder desuden en del for kor) og omkring et dusin andre symfoniske værker. Han komponerede syv koncerter for en eller flere solister og orkester samt fire mindre værker for soloinstrumenter med orkesterakkompagnement. Fidelio er hans eneste opera; andre vokalværker med orkesterakkompagnement tæller to messer og et antal kortere værker.
Hans omfattende produktion af klaverværker omfatter 32 klaversonater og talrige kortere værker, blandt andet klaverbearbejdninger af nogle af hans andre værker. Værker med klaverakkompagnement indbefatter ti violinsonater, fem cellosonater, en sonate for valdhorn og et antal lieder.
Beethoven komponerede derudover en betydelig mængde kammermusik: 16 strygekvartetter, fem strygekvintetter, syv klavertrioer, fem strygetrioer og mere end et dusin værker for blæseensembler.

### De tre musikalske perioder
Beethovens musikalske karriere opdeles typisk i en tidlig, mellemste og sen periode. Den tidlige periode varede til 1802, mellemperioden begyndte i 1803 og varede til 1814, mens den sene periode varede fra 1815 til hans død.
Værkerne fra Beethovens tidlige periode er stærkt præget af forgængerne Haydn og Mozart. Han udforskede nye virkemidler og udviklede efterhånden sin egen stil. Fra denne periode stammer hans første og anden symfoni, samlingen af seks strygekvartetter opus 18, hans første to klaverkoncerter og hans første klaversonater, heriblandt Pathétique-sonaten opus 13.
Beethovens mellemperiode eller ”heroiske” periode begyndte med hans hjemkomst fra Heiligenstadt. Mange af værkerne fra denne periode er karakteriseret ved deres storladne, heroiske stil. Fra denne periode stammer seks symfonier (nr. 3–8), de sidste tre klaverkoncerter, tripelkoncerten, violinkoncerten, fem strygekvartetter (nr. 7–11), talrige klaversonater (heriblandt Måneskinssonaten, Waldstein- og Appassionata-sonaterne), Kreutzer-violinsonaten og operaen Fidelio.
Beethovens sene periode tog sin begyndelse omkring 1815. Værkerne fra denne periode er karakteriseret ved deres dybsindighed, nytænkning og intense, dybt personlige udtryk. Strygekvartetten opus 131 består af syv satser, og den 9. symfoni har korakkompagnement i sin sidste sats. Andre kompositioner fra perioden tæller Missa Solemnis og de sidste fem strygekvartetter (heriblandt Große Fuge) og de sidste fem klaversonater.

## Beethoven på film
Eroica er en østrigsk film fra 1949, der beskriver Beethovens liv og værk. Den blev vist ved Filmfestivalen i Cannes samme år. Filmen er instrueret af Walter Kolm-Veltée, produceret af Guido Bagier og Walter Kolm-Veltée med manuskript af Walter Kolm-Veltée og Franz Tassié.
I 1962 lavede Walt Disney en todelt tv-film med titlen The Magnificent Rebel om Beethovens liv med Karlheinz Böhm som Beethoven.
Filmen Immortal Beloved fra 1994 følger Beethovens sekretær og levnedsskildrer Anton Schindler (spillet af Jeroen Krabbé), der forsøger at stadfæste identiteten af Beethovens Unsterbliche Geliebte ("Udødeligt Elskede"), som tre breve fundet blandt Beethovens efterladte papirer er adresseret til. Schindler rejser rundt i Det Østrigske Rige for at tale med de mulige kandidater. Filmoptagelserne fandt sted i de tjekkiske byer Prag og Kroměříž samt på Wiener Zentralfriedhof mellem den 23. maj og 29. juli 1994.
I 2003 producerede BBC i samarbejde med Opus Arte filmen Eroica, der skildrer uropførelsen af Eroica-symfonien i fyrst Lobkowitz' palæ i 1804. Beethoven spilles af Ian Hart og fyrst Lobkowitz af Jack Davenport; Orchestre Révolutionnaire et Romantique under ledelse af Sir John Eliot Gardiner opfører symfonien i dens fulde længde i løbet af filmen.
I en BBC-miniserie i tre afsnit fra 2005 spilles Beethoven af Paul Rhys.
I 2006 udkom filmen Copying Beethoven med Ed Harris i titelrollen. Den giver en fiktiv beskrivelse af Beethovens arbejde på sin 9. symfoni.
Mange af Beethovens værker er blevet brugt i Disneys tegnefilmsserie Små Einsteins.

## Mindesmærker
I august 1845 blev der afsløret en statue af Beethoven på Münsterplatz i Bonn i anledning af 75-året for komponistens fødsel. Det var den første statue af en komponist i Tyskland. Jubilæet blev desuden markeret med en musikfestival. I samme anledning påbegyndtes opførelsen af koncertsalen Beethovenhalle i Bonn; på Franz Liszts foranledning stod bygningen færdig efter blot en måned. I Salzburg i Østrig var der afsløret en statue af Mozart i 1842. I Wien afsløredes i 1880 en statue af Beethoven. Hans navn står skrevet med guldbogstaver over scenen i Bostons Symphony Hall; han var den eneste komponist, bestyrelsesmedlemmerne kunne enes om at hædre.
Beethovens fødehjem i Bonn, kendt som ”Beethoven-Haus”, rummer en udstilling om hans liv.
- Statuen af Beethoven på Münsterplatz i Bonn
- Beethoven-monumentet på Beethovenplatz i Wien